# Gran Premio motociclistico di Catalogna
Il Gran Premio motociclistico di Catalogna è una delle prove che compongono il motomondiale. Si corre sul circuito di Catalogna a Montmeló ed è uno dei Gran Premi in calendario dal 1996 con questa denominazione.

## Storia
Già dal motomondiale 1991 era stata inserita in calendario una seconda gara da disputarsi in territorio spagnolo, in sostituzione del Gran Premio di Jugoslavia; la stessa aveva assunto la denominazione di Gran Premio d'Europa e si era disputata sul circuito permanente del Jarama nelle vicinanze di Madrid. Dall'anno successivo la gara venne trasferita a Montmelò (nelle vicinanze di Barcellona) nell'autodromo inaugurato nel 1991 in concomitanza con i successivi Giochi Olimpici, in programma proprio nel capoluogo catalano nel 1992. Prese il nome attuale a partire dalla stagione 1996.
La Ducati colse nell'edizione del 2003 la sua prima vittoria in MotoGP. Carlos Checa, catalano d'origine, vi colse il suo primo successo di carriera nel motomondiale nel 1996. Curiosamente sono sempre della Catalogna gli unici altri due piloti spagnoli che, nelle prime 15 edizioni, hanno vinto il gran premio nella classe superiore, Àlex Crivillé e Daniel Pedrosa. Nel 2010, alla prima edizione della Moto2, il pilota giapponese Yūki Takahashi porta al successo la Tech 3 Mistral 610 per quella che resterà l'unica vittoria iridata come costruttore per la compagine francese.
Il nome che maggiormente si ripete nell'albo d'oro è quello di Valentino Rossi, che vi ha colto dieci vittorie distribuite tra le tre classi. Una particolarità curiosa è che nel Motomondiale 2004 e nel 2005 il podio della MotoGP venne ripetuto identico con gli stessi tre piloti nello stesso ordine: Valentino Rossi, il catalano Sete Gibernau e Marco Melandri.

## Risultati del Gran Premio
- Tutte le edizioni di questo Gran Premio si sono disputate presso il Circuito del Montmeló.[6]

| Anno | classe 125            | classe 250           | classe 500           | Sidecar                                     | Thunderbike Trophy | Resoconto |
| ---- | --------------------- | -------------------- | -------------------- | ------------------------------------------- | ------------------ | --------- |
| 1996 | Tomomi Manako (Honda) | Max Biaggi (Aprilia) | Carlos Checa (Honda) | Rolf Biland Kurt Waltisperg (LCR-Swissauto) | Rubén Xaus (Honda) | Resoconto |

| Anno | classe 125                   | classe 250                  | classe 500                | -                      | Resoconto |
| ---- | ---------------------------- | --------------------------- | ------------------------- | ---------------------- | --------- |
| 1997 | Valentino Rossi (Aprilia)    | Ralf Waldmann (Honda)       | Michael Doohan (Honda)    |                        | Resoconto |
| 1998 | Tomomi Manako (Honda)        | Valentino Rossi (Aprilia)   | Michael Doohan (Honda)    |                        | Resoconto |
| 1999 | Arnaud Vincent (Aprilia)     | Valentino Rossi (Aprilia)   | Àlex Crivillé (Honda)     |                        | Resoconto |
| 2000 | Simone Sanna (Aprilia)       | Olivier Jacque (Yamaha)     | Kenny Roberts Jr (Suzuki) |                        | Resoconto |
| 2001 | Lucio Cecchinello (Aprilia)  | Daijirō Katō (Honda)        | Valentino Rossi (Honda)   |                        | Resoconto |
| Anno | classe 125                   | classe 250                  | MotoGP                    | -                      | Resoconto |
| 2002 | Manuel Poggiali (Gilera)     | Marco Melandri (Aprilia)    | Valentino Rossi (Honda)   |                        | Resoconto |
| 2003 | Daniel Pedrosa (Honda)       | Randy de Puniet (Aprilia)   | Loris Capirossi (Ducati)  |                        | Resoconto |
| 2004 | Héctor Barberá (Aprilia)     | Randy de Puniet (Aprilia)   | Valentino Rossi (Yamaha)  |                        | Resoconto |
| 2005 | Mattia Pasini (Aprilia)      | Daniel Pedrosa (Honda)      | Valentino Rossi (Yamaha)  |                        | Resoconto |
| 2006 | Álvaro Bautista (Aprilia)    | Andrea Dovizioso (Honda)    | Valentino Rossi (Yamaha)  |                        | Resoconto |
| 2007 | Tomoyoshi Koyama (KTM)       | Jorge Lorenzo (Aprilia)     | Casey Stoner (Ducati)     |                        | Resoconto |
| 2008 | Mike Di Meglio (Derbi)       | Marco Simoncelli (Gilera)   | Daniel Pedrosa (Honda)    |                        | Resoconto |
| 2009 | Andrea Iannone (Aprilia)     | Álvaro Bautista (Aprilia)   | Valentino Rossi (Yamaha)  |                        | Resoconto |
| Anno | classe 125                   | Moto2                       | MotoGP                    | -                      | Resoconto |
| 2010 | Marc Márquez (Derbi)         | Yūki Takahashi (Tech 3)     | Jorge Lorenzo (Yamaha)    |                        | Resoconto |
| 2011 | Nicolás Terol (Aprilia)      | Stefan Bradl (Kalex)        | Casey Stoner (Honda)      |                        | Resoconto |
| Anno | Moto3                        | Moto2                       | MotoGP                    | -                      | Resoconto |
| 2012 | Maverick Viñales (FTR-Honda) | Andrea Iannone (Speed Up)   | Jorge Lorenzo (Yamaha)    |                        | Resoconto |
| 2013 | Luis Salom (KTM)             | Pol Espargaró (Kalex)       | Jorge Lorenzo (Yamaha)    |                        | Resoconto |
| 2014 | Álex Márquez (Honda)         | Esteve Rabat (Kalex)        | Marc Márquez (Honda)      |                        | Resoconto |
| 2015 | Danny Kent (Honda)           | Johann Zarco (Kalex)        | Jorge Lorenzo (Yamaha)    |                        | Resoconto |
| 2016 | Jorge Navarro (Honda)        | Johann Zarco (Kalex)        | Valentino Rossi (Yamaha)  |                        | Resoconto |
| 2017 | Joan Mir (Honda)             | Álex Márquez (Kalex)        | Andrea Dovizioso (Ducati) |                        | Resoconto |
| 2018 | Enea Bastianini (Honda)      | Fabio Quartararo (Speed Up) | Jorge Lorenzo (Ducati)    |                        | Resoconto |
| 2019 | Marcos Ramírez (Honda)       | Álex Márquez (Kalex)        | Marc Márquez (Honda)      |                        | Resoconto |
| 2020 | Darryn Binder (KTM)          | Luca Marini (Kalex)         | Fabio Quartararo (Yamaha) |                        | Resoconto |
| Anno | Moto3                        | Moto2                       | MotoGP                    | MotoE                  | Resoconto |
| 2021 | Sergio García (GasGas)       | Remy Gardner (Kalex)        | Miguel Oliveira (KTM)     | Miquel Pons (Energica) | Resoconto |
| 2022 | Izan Guevara (GasGas)        | Celestino Vietti (Kalex)    | Fabio Quartararo (Yamaha) | -                      | Resoconto |

| Anno | Moto3                 | Moto2                 | MotoGP                    | MotoGP                     | MotoE            | MotoE          | Resoconto |
| Anno | Moto3                 | Moto2                 | Sprint                    | Gara                       | Gara 1           | Gara 2         | Resoconto |
| ---- | --------------------- | --------------------- | ------------------------- | -------------------------- | ---------------- | -------------- | --------- |
| 2023 | David Alonso (GasGas) | Jake Dixon (Kalex)    | Aleix Espargaró (Aprilia) | Aleix Espargaró (Aprilia)  | Andrea Mantovani | Mattia Casadei | Resoconto |
| 2024 | David Alonso (CFMoto) | Ai Ogura (Boscoscuro) | Aleix Espargaró (Aprilia) | Francesco Bagnaia (Ducati) | Óscar Gutiérrez  | Kevin Zannoni  | Resoconto |